# Židinja (opera)
Židinja /tudi Judinja/ (fr. La Juive) je velika opera v petih dejanjih, ki jo je na libreto Eugena Scriba napisal Fromental Halévy. Krstna izvedba je bila 23. februarja 1835 v Parizu.
V glavni tenorski vlogi židovskega draguljarja Eleazarja je nastopil Adolphe Nourrit.
V Ljubljani je bila opera prvič izvedena že leta 1840, predzadnjič pa 1931. leta na odru ljubljanske Opere. Zadnja postavitev na Slovenskem je bila v okviru Festivala Ljubljana v Cankarjevem domu 7. septembra 2011 v izvedbi Litovske nacionalne Opere.

## Osebe
- Eleazar, židovski draguljar - tenor
- Rahela, njegova varovanka (hči) - sopran
- Princ Leopold (slikar Samuel) - tenor
- Princesa Evdoksija - sopran
- kardinal Johannes de Brogni - bas
- Ruggiero, mestni glavar - bariton
- Albert, častnik cesarske garde - bas
- cesar Sigismund - nema vloga
- meščani, meščanke, duhovščina, vojaki, častniki ...

## Vsebina
Zgodba se dogaja leta 1414 v nemškem mestu Konstanca v času koncila.

### Prvo dejanje
Mestni trg.
Mesto slavi zmago princa Leopolda. Eleazar se noče priključiti praznovanju, saj pravi, da ne spoštuje krščanskih postav, po katerih so bili njegovi sinovi obsojeni na smrt. Mestni glavar ga zaradi kljubovanja obsodi na smrt.
V tem pride iz katedrale kardinal de Brogni, ki v Eleazarju prepozna nekdanjega rimskega znanca. Kardinal tedaj še ni bil duhovnik, pač pa srečen mož in oče. Njune poti so se ločile po velikem požaru, v katerem je izgubil ljubljene. Uteho je našel v božji službi. Zato zapove straži, naj izpustijo Eleazarja na svobodo.
K Raheli pride judovski slikar Samuel, ki jo ljubi. Eleazar ga povabi na praznovanje sobote. Množica ljudi, ki jo jezni Ruggeiro nahujska proti Judom, želi vse tri pregnati izpred cerkve in jih pahniti v bližnje jezero. Samuel s pomočjo znanca častnika prežene množico, saj v tem v svečanem sprevodu v cerkev pride sam cesar Sigismund.

### Drugo dejanje
Eleazarjev dom.
Navzoči praznujejo soboto. Navzoč je tudi Samuel, ki pa se, ko v hišo nepričakovano vstopi princesa Evdoksija, skrije. Prišla je k draguljarju naročit diamantno verižico, ki jo bo podarila zaročencu Leopoldu ob njegovi zmagi.
V kasnejšem pogovoru z Rahelo ji Samuel razkrije, da je v resnici kristjan. Rahela se zaveda, da je za zvezo judinje in kristjana določena smrtna kazen. Pripravljena je z njim zapustiti mesto, a ji beg prepreči Eleazar. Samuel odkloni misel na poroko z Rahelo, zato ga draguljar prekolne.

### Tretje dejanje
Cesarski vrt.
Na vrtu je gostija, na kateri sam cesar izkaže čast princu Leopoldu. Tja prideta tudi Rahela in Eleazar, ki prineseta naročeni nakit. Rahela v princu Leopoldu spozna "svojega" slikarja Samuela in sprevidi ukano. Pred navzočimi ga obtoži prešuštva z Židinjo, zato ga kardinal izobči iz cerkve. Vse tri, Leopolda, Rahelo in Eleazarja, pa na veke prekolne.

### Četrto dejanje
Ječa.
Evdoksija pride v ječo k Raheli. Prosi jo, naj reši Leopolda, s tem da bi preklicala svojo obtožbo. Rahela se obotavlja, nazadnje pa v njej zmaga ljubezen nad maščevalnostjo. Tudi kardinalu se zasmili, zato predlaga Eleazarju, naj s prestopom v krščanstvo reši sebe in hčer. Ta ponudbo odločno zavrne. V jezi pa mu pove, da se spominja požara v Rimu in nekega Juda, ki je pred plameni rešil njegovo hčer. Kardinal, ki ga misel na strašno preteklost še vedno bega, ga roti, naj mu podrobneje razloži skrivnostno zgodbo, a mu Eleazar odgovori, da bo vse podrobnosti odnesel s seboj v grob.

### Peto dejanje
Sodišče izreče svojo obsodbo. Eleazar spozna, da je Rahela preklicala svojo obtožbo. Leopold mora namreč nemudoma zapustiti deželo.
Draguljar želi na kakršenkoli način pomagati Raheli, a sama noče izdati svoje vere. Zato mora stopiti pred rablja. Ko umre, Eleazar pove kardinalu, da je bila Rahela dejansko kristjanka in njegova hči, ki jo je nekoč v Rimu rešil pred ognjem in obdržal za svojo. Kardinal v obupu in grozi sprevidi, kaj je tedaj skalilo njegovo srečo. Eleazar mirno stopi na morišče, saj se je njegovo maščevanje s tem izpolnilo.